# Valea lui Pătru, Dolj
Valea lui Pătru este un sat în comuna Scăești din județul Dolj, Oltenia, România.
Legenda întemeierii satului Valea lui Pătru.
Povestea satului Valea lui Pătru merge în timp cam acum două sute de ani, când, spune-se, haiducul Pătru, om aprig și cu dare de mână ar fi ajutat oamenii să își facă locuințe în jurul Bisericii dintr-un lemn, lânga dealurile împădurite, unde avea han o femeie frumoasă pe nume Rada. Acolo, în locurile care și azi poartă numele de Valea Radii, se adunau mușterii spre a se odihni după drum și oamenii locului spre a se destinde după muncă. Bătrânii povestesc cum că într-o zi acolo la han ar fi dat năvală turcii, luând în robie toți oamenii ce îi găsiseră plus pe o fată foarte frumoasă care era, zice-se, ibovnica lui Pătru. Haiducul ar fi urmărit cu ceata lui de viteji pe turci până la Podul Brestei, aproape de Craiova și acolo, ar fi luptat crâncen eliberând oamenii.El a pierit în bătălie, iar sătenii, în memoria lui, au pus numele satului Valea lui Pătru.
 Acest articol despre o localitate din județul Dolj este deocamdată un ciot. Puteți ajuta Wikipedia prin completarea lui.